# Souleymane Koné
Pour les articles homonymes, voir Koné.
Cet article concerne un coureur cycliste burkinabé. Pour le taekwondoïste et homme politique ivoirien, voir Souleymane Roêl Koné.
Souleymane Koné (né le 14 juin 1997) est un coureur cycliste burkinabé.

## Biographie
En 2018, Souleymane Koné se révèle sur le continent africain en remportant le classement général du Tour du Mali. Deux mois plus tard, il s'impose sur la deuxième étape du Tour du Bénin, devant ses compatriotes Abdoul Aziz Nikiéma et Salfo Bikienga. Il crée ensuite la surprise en s'imposant sur le championnat national du Burkina Faso, face aux meilleurs cyclistes du pays. Âgé de seulement 20 ans, il remporte à la fois le titre chez les espoirs et les élites,. Il se classe également septième du Tour de Côte d'Ivoire au mois de septembre.

## Palmarès et résultats

### Par année
- 2018
  -  Champion du Burkina Faso sur route
  -  Champion du Burkina Faso sur route espoirs
  - Classement général du Tour du Mali
  - 2e étape du Tour du Bénin
- 2019
  - 3e du championnat du Burkina Faso sur route espoirs
  - 3e du Tour de Guinée
- 2021
  - 4e étape du Tour du Mali
  - 5e étape du Tour du Bénin
  - 2e étape du Tour du Faso
  - 2e du Tour du Bénin
  - 3e du Tour du Mali
  - 3e du Tour du Faso
  - 3e du championnat du Burkina Faso sur route
- 2022
  - Grand Prix Sobucop
- 2024
  - 2e du Grand Prix de la Ville de Bouaké
- 2025
  - 3e du championnat du Burkina Faso sur route

### Classements mondiaux
| Année           | 2018 | 2019 | 2020 |
| --------------- | ---- | ---- | ---- |
| UCI Africa Tour | 191e | 117e | 76e  |